# Bláfjall (berg i Suðurland)
Bláfjall är ett berg i republiken Island. Det ligger i regionen Suðurland, i den södra delen av landet, 160 km öster om huvudstaden Reykjavík. Toppen på Bláfjall är 726 meter över havet, eller 159 meter över den omgivande terrängen. Bredden vid basen är 2,6 km.
Trakten runt Bláfjall är nära nog obefolkad, med mindre än två invånare per kvadratkilometer. Det finns inga samhällen i närheten. Trakten runt Bláfjall består i huvudsak av gräsmarker.